# Actinopus xenus
Actinopus xenus är en spindelart som beskrevs av Chamberlin 1917. Actinopus xenus ingår i släktet Actinopus och familjen Actinopodidae. Inga underarter finns listade i Catalogue of Life.